# Tetramesa poae
Tetramesa poae is een vliesvleugelig insect uit de familie Eurytomidae. De wetenschappelijke naam is voor het eerst geldig gepubliceerd in 1891 door Schlechtendal.